# Lavínový štít
Der Lavínový štít (deutsch Lawinenspitze, ungarisch Lavinacsúcs, polnisch Lawinowy Szczyt) ist eine 2606 m n.m. hohe Spitze im Bergmassiv des Zadný Gerlach in der Hohen Tatra in der Slowakei, auf dem Nordrücken Richtung Litvorový štít. Seinen Namen erhielt der Berg im frühen 20. Jahrhundert, da auf den dem Tal Velická dolina (deutsch Felker Tal) zugewandten Hänge sich im Winter häufig Lawinen auslösen.